# 天と地と〜HEAVEN AND EARTH〜
「天と地と〜HEAVEN AND EARTH〜」（てんとちと ヘブン・アンド・アース）は小室哲哉が1990年4月21日にリリースした4枚目のシングル。

## 解説
1990年公開の角川映画『天と地と』のイメージソングとしてリリースされ、オリコン最高4位を記録した。同年6月1日に発表されたサウンド・トラック『天と地と』にも収録された（「Movie Mix」は未収録）。
1989年12月に完成した。
歌詞のテーマは「恋愛が報われなかったり、夢を果たせなかったり、戦争で勝負がつかなかったり、戦国時代にも現代にも天と地はある。それはあの時代を生きた者にとっての、戦国時代に無かったもので溢れている現代が全く別世界じゃないという救いかもしれない。時を超えて輪廻で今の時代に生まれてきても、この時代に天と地があればそこで1つ救われる、救われて欲しい」という小室なりの「天と地と」の総括としての意味を込めた。
ファンに伝わりやすいように、構成はラブソングの形式を引用した。
本作の共同作業者であった浅倉大介は歌詞に関して、「彼ってすごくストーリー・テラーのうまい詩人なんだなって実感したのが、この曲です」と語っている。
C/Wの「Movie Mix」は大サビの英詩部分がカットされたバージョンである。
なお、本作はイメージソングであり劇中に歌唱バージョンの挿入はないため、主題歌でも挿入歌でもない。

## 収録曲
1. 天と地と〜HEAVEN AND EARTH〜
  - 作詞・作曲・編曲: 小室哲哉
2. 天と地と〜HEAVEN AND EARTH〜（Movie Mix）
  - 作詞・作曲・編曲: 小室哲哉

## 収録アルバム
- 天と地と (#1)
- TK BEST SELECTION IN EPIC DAYS (#2)